# Tropicos
Tropicos — электронная ботаническая база данных, содержащая таксономическую информацию о растениях, в основном из Неотропической экозоны (Центральная и Южная Америка).  Поддерживается Ботаническим садом Миссури. Содержит изображения и таксономические и библиографические данные о более чем 4,2 млн гербарных образцов. Кроме того, она содержит данные о более чем 49 000 научных публикаций.
База данных доступна на английском, испанском и французском языках.